# Skianzug

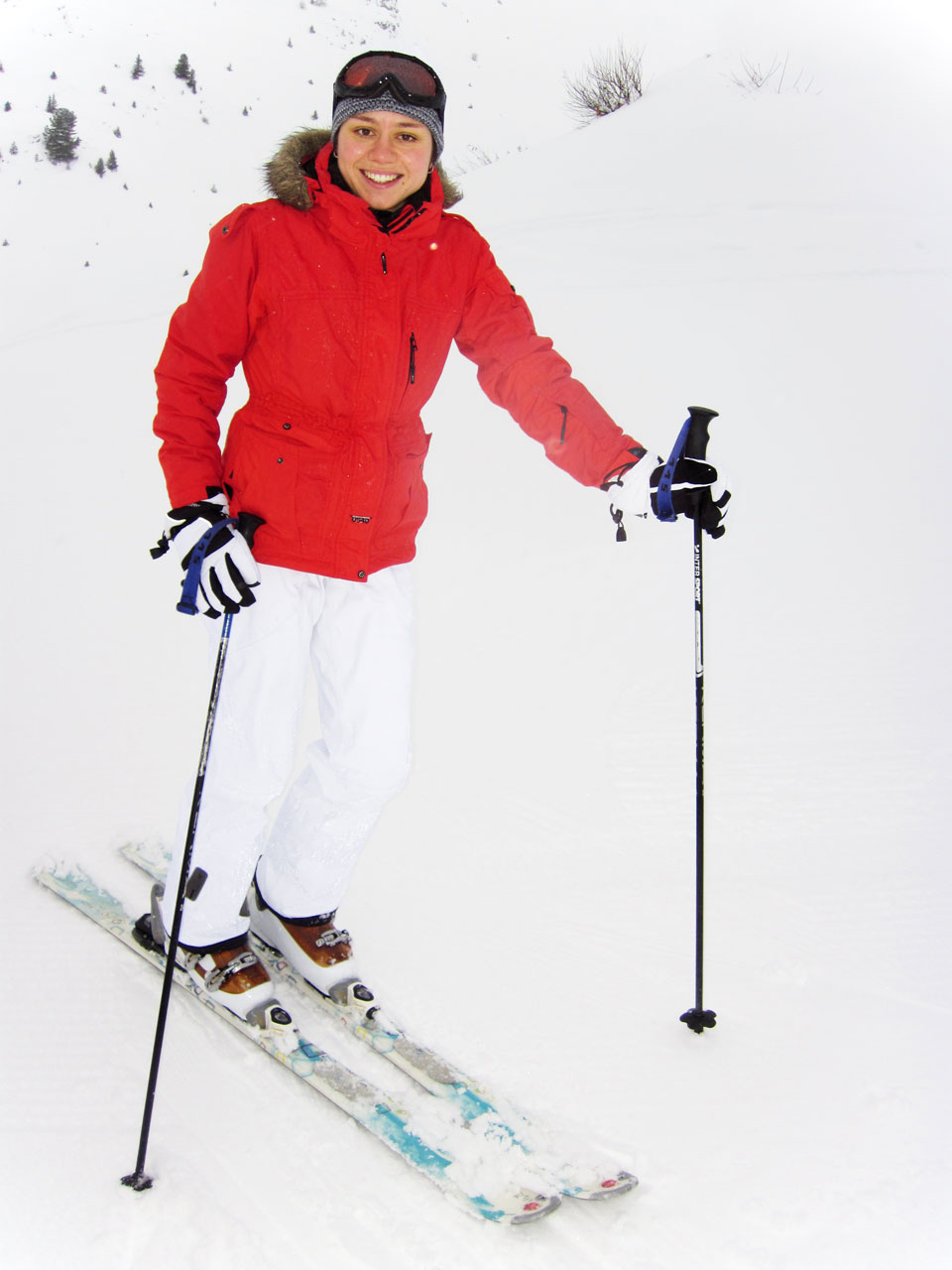
Zweiteiliger Skianzug

Ein Skianzug, in Österreich Schianzug, ist ein Kleidungsstück, das beim Skifahren sowie bei bestimmten anderen Wintersportarten (Rodeln, Eislaufen etc.) getragen wird.

## Ausführungen
Man unterscheidet zwischen zwei verschiedenen Ausführungen:
- Zweiteilige Skianzüge, die aus einer Kombination aus einer Jacke (manchmal Anorak) und Hose (letztere manchmal als Latzhose ausgeführt) bestehen
- Einteilige Skianzüge, die als Skioverall oder Schneeanzug bezeichnet werden. Skioveralls haben ab den späten 1980er Jahren an Popularität verloren und sind heute hauptsächlich als Winterbekleidung für Kinder zu sehen.

Früher verfügten Skianzüge in der Regel über eine wasserabweisenden Außenschicht aus Nylon und waren in der Regel zwecks Kälteschutz sehr dick (über 5 mm) wattiert. Heutige Skianzüge sind meist mit modernen (manchmal auch „intelligenten“) Stoffen, die gleichzeitig wetterfest und luftdurchlässig sind (z. B. Gore-Tex) ausgerüstet. 
Viele Skihosen haben an jedem Beinende einen Steg, sowie Hosenträger, im professionellen Bereich sind Protektoren eingenäht.

## Historische Literatur
- Agnes Luther: Die gut gekleidete Skiläufering. In: Deutsche Zeitung Bohemia. 12. Dezember 1925.